# Franciszek Mirecki

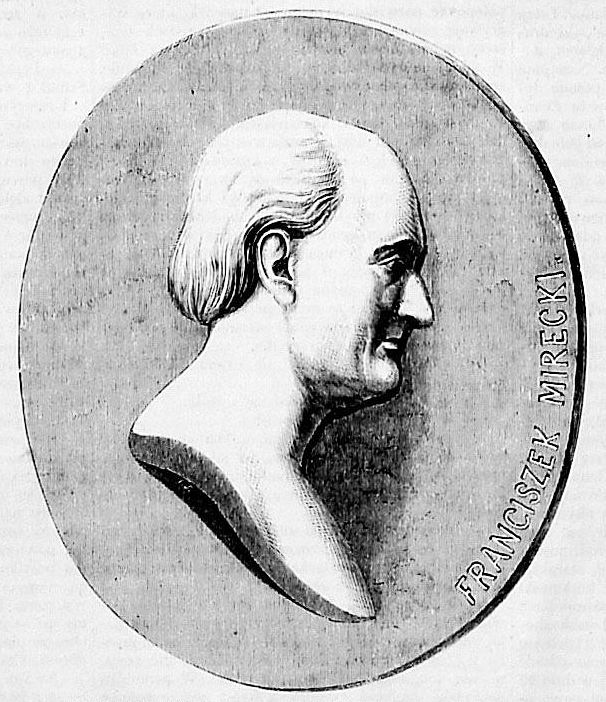
Franciszek Mirecki (Zeichnung nach einer Büste)

Wincenty Franciszek Mirecki (* 1. April 1791 (oder 1794) in Krakau; † 29. Mai 1862 ebenda) war ein polnischer Komponist.

## Leben
Mirecki studierte von 1814 bis 1817 bei Johann Nepomuk Hummel in Wien und anschließend bei Luigi Cherubini in Paris. Er wirkte als Operndirigent in Lissabon, Genua und Krakau. Mirecki komponierte neun Opern, eine Sinfonie, kammermusikalische Werke, Klavier- und Violinsonaten und Lieder. Außerdem verfasste er eine Kompositionslehre und gab eine Sammlung von fünfzig Psalmen des Benedetto Marcello heraus.